# Cork Harbour
Cork Harbour é uma baía natural e um estuário fluvial, na foz do Rio Lee, no Condado de Cork, na Irlanda. É o segundo maior porto natural do mundo, possuíndo uma boa área de navegação. O porto concentra uma boa parte da indústria da cidade de Cork, para além das ilhas que se situam na sua baía.